# Bonus Socius
Bonus Socius (do latim:Boa companhia) é um manuscrito do século XIII, que contém 119 folhas das quais 99 contém problemas de xadrez e as restantes de gamão, jogos de tabuleiro e amarelinha. O manuscrito foi escrito na Lombardia e em seu texto substitui a peça Firz pela Dama (Regina) embora o movimento ainda seja idêntico ao do Xatranje. A obra foi popular no período sendo traduzida para o francês e italiano.